# Hippeastrum calyptratum
Hippeastrum calyptratum là một loài thực vật có hoa trong họ Amaryllidaceae. Loài này được (Ker Gawl.) Herb. mô tả khoa học đầu tiên năm 1821.